# (504) Cora
(504) Cora es un asteroide que forma parte del cinturón de asteroides y fue descubierto por Solon Irving Bailey el 30 de junio de 1902 desde el observatorio Boyden de Arequipa, Perú.

## Designación y nombre
Cora fue designado inicialmente como 1902 LK.
Más tarde se nombró por Cora, un personaje de la mitología peruana.

## Características orbitales
Cora está situado a una distancia media del Sol de 2,721 ua, pudiendo alejarse hasta 3,315 ua y acercarse hasta 2,128 ua. Tiene una inclinación orbital de 12,89° y una excentricidad de 0,218. Emplea en completar una órbita alrededor del Sol 1640 días.